# Conflito nas colinas de Chatigão
Conflito nas colinas de Chatigão foi um conflito político e luta armada entre o governo do Bangladexe e o Parbatya Chattagram Jana Samhati Samiti e seu braço armado, o Shanti Bahini, sobre a questão da autonomia e dos direitos dos povos budistas e hindus jumma, chakma e tribos das colinas de Chatigão. O Shanti Bahini lançou uma insurgência contra as forças do governo em 1977, quando o país estava sob regime militar, e o conflito continuou durante vinte anos até que o governo e o PCJSS assinaram o acordo de paz em 1997.

As ações empreendidas pelas forças armadas e os grupos paramilitares que as ajudavam foram descritas internacionalmente como genocídio e limpeza étnica. Houve também relatos de estupros em massa por parte das milícias, conhecidas como Ansars, que tem sido descritos como "genocídio por outros meios" por Mark Levine que comparou esses ataques aos estupros em massa durante a Guerra de Independência de Bangladexe.
Segundo a Amnistia Internacional desde junho de 2013, o governo de Bangladexe ainda não havia honrado os termos do acordo de paz, nem abordado os interesses dos povos jumma sobre a devolução de suas terras. A Amnistia estima que existem atualmente 90 mil famílias jumma deslocadas internamente.